# Albert Boadella

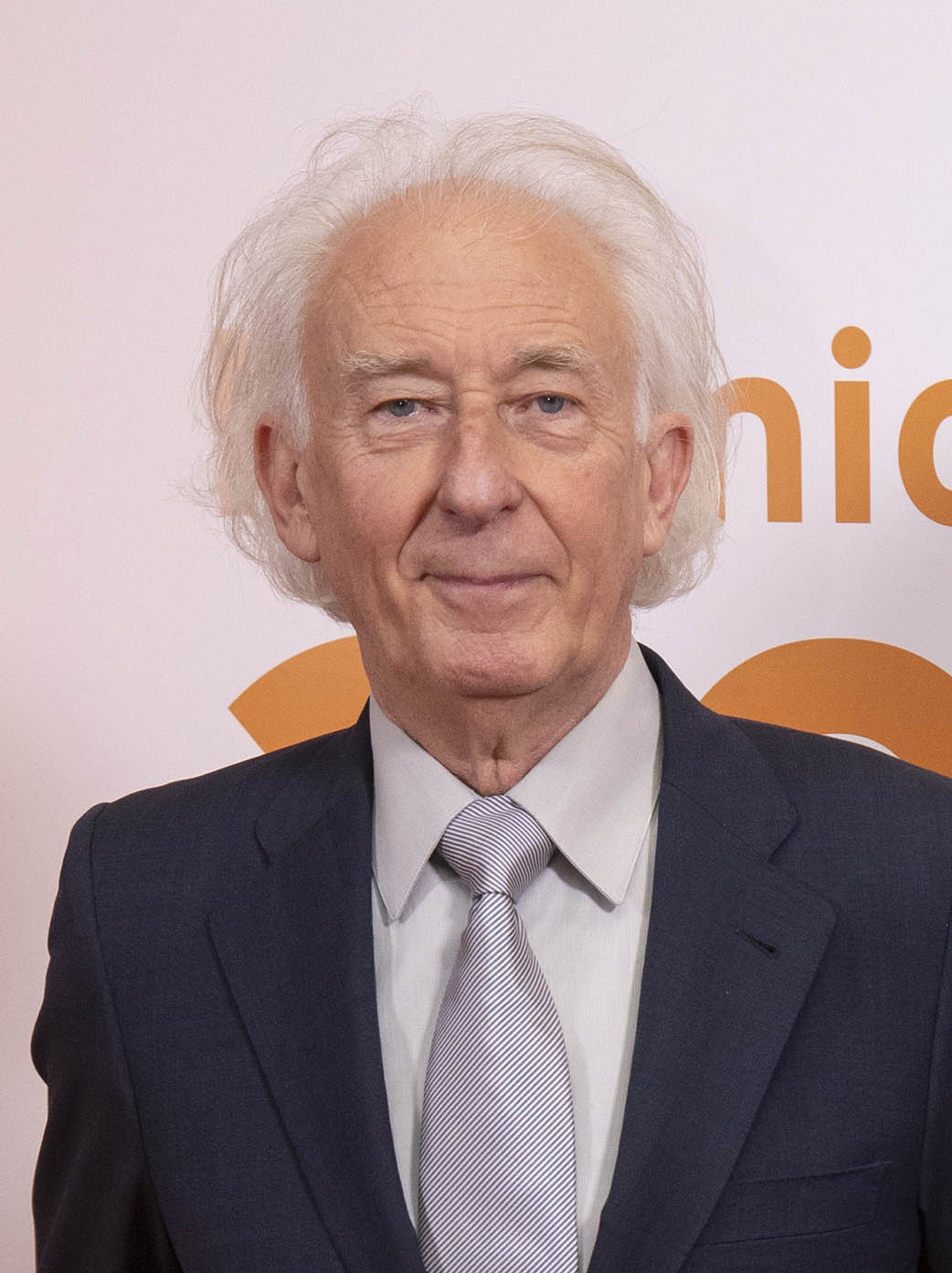
Albert Boadella, 2019

Albert Boadella i Oncins (* 10. Juli 1943 in Barcelona, Spanien) ist der Gründer und Regisseur der katalanischen Theatergruppe Els Joglars.
Ausgehend von der klassischen Pantomime hat diese Gruppe seit 1962 eine sehr eigene Ästhetik entwickelt. Boadella ist der einzige, der seit Anfang an dabei ist. Neben seiner Tätigkeit als Regisseur gibt er Kurse am Institut de Teatre Barcelona. Er hat zahlreiche Theaterstücke, Filme, und Fernsehserien geschrieben und inszeniert zumeist in Zusammenarbeit mit seiner Theatergruppe. Seit 1973 arbeitet die Gruppe, nach Anfängen in Barcelona, in Pruit in der Nähe von Vic.
Boadella ist einer der größten Kritiker der katalanischen Nationalismusbewegung und wird von seinen Gegnern gerne als bufón ‚Narr‘ tituliert, eine Beschimpfung, die er mittlerweile als Auszeichnung nimmt.
Die Gruppe begann 1962 als Theatergruppe des spanischen Teatro Independiente, entwickelte sich aber bald zu einer national wie international gefragten Kompagnie und überlebte so auch das Ende des franquistischen Regimes, während sich die meisten anderen Gruppen auflösten.
1977 musste er ins französische Exil fliehen, da das Stück La Torna über Heinz Chez/Georg Michael Welzel den Unmut der Militärs auf sich gezogen hatte. Vier Mitglieder seiner Gruppe wurden zu zwei Jahren Haft verurteilt. In den nächsten Jahren wurde die Gruppe vollkommen restrukturiert und seit Mitte der 1980er Jahre arbeitet Boadella wieder mit einem festen Stamm von Schauspielern zusammen.
1999 sind er und seine Gruppe mit der Medalla de Oro de Bellas Artes ausgezeichnet worden, der höchsten Kunstauszeichnung in Spanien.
Boadella spielte in dem 1971 produzierten Spanisch-Sprachkurs Hablamos Español (39 Folgen) die Rolle des „Paco“. Dieser Sprachkurs wurde 2016/2017 im Spartenkanal Alpha gesendet.